# 杨国桢 (清朝)
杨国桢（18世纪—1840年代），字海梁，四川崇庆州人，杨遇春之子，清朝官员，官至闽浙总督。
以举人入赀为户部郎中，出任颍州知府，累擢河南布政使。洎回疆底定，宣宗推恩，就擢巡抚，疏请留其父部将训练河南兵。武臣父子同时膺疆寄，与赵良栋、岳锺琪两家比盛焉。1837年，父亲杨遇春逝世，袭侯爵，服阕，授山西巡抚，历官皆有声。道光二十一年（1841年），擢闽浙总督。寻以腿疾乞归，在籍食俸，数年卒。